# Arena das Dunas
L'Arena das Dunas o Dunas Arena è uno stadio di calcio situato nella città di Natal in Brasile.
Lo stadio è stato disegnato dal team di architetti Populous e la sua costruzione è iniziata a gennaio 2011. Lo stadio sorge dove un tempo si ergevano lo Stadio Machadão e la palestra Machadinho che sono stati demoliti nel 2011 proprio per fare posto al nuovo edificio.
Questo progetto sostituisce il vecchio progetto denominato "Estádio Estrela dos Reis Magos". Nel nuovo progetto, lo stadio ha avuto una capacità maggiore ovvero di 42 000 persone. Vicino ad esso sorge anche un centro commerciale, edifici per attività commerciali e alberghi, ed è stato inoltre costruito un enorme lago artificiale che circonda il nuovo stadio.
Questo progetto è stato inoltre uno dei più lodati dagli ispettori FIFA.
Dalla fine del mondiale lo stadio versa in uno stato di totale disuso tanto da essere stato messo in vendita dalla società che lo ha in gestione, la OAS.

## Coppa del Mondo FIFA 2014
| Data           | Orario (BRT) | Squadra numero 1 | Ris.  | Squadra numero 2 | Fase del torneo | Spettatori |
| -------------- | ------------ | ---------------- | ----- | ---------------- | --------------- | ---------- |
| 13 giugno 2014 | 13:00        | Messico          | 1 - 0 | Camerun          | Girone A        | 39 216     |
| 16 giugno 2014 | 19:00        | Ghana            | 1 - 2 | Stati Uniti      | Girone G        | 39 760     |
| 19 giugno 2014 | 19:00        | Giappone         | 0 - 0 | Grecia           | Girone C        | 39 485     |
| 24 giugno 2014 | 13:00        | Italia           | 0 - 1 | Uruguay          | Girone D        | 39 706     |